# いもフライ

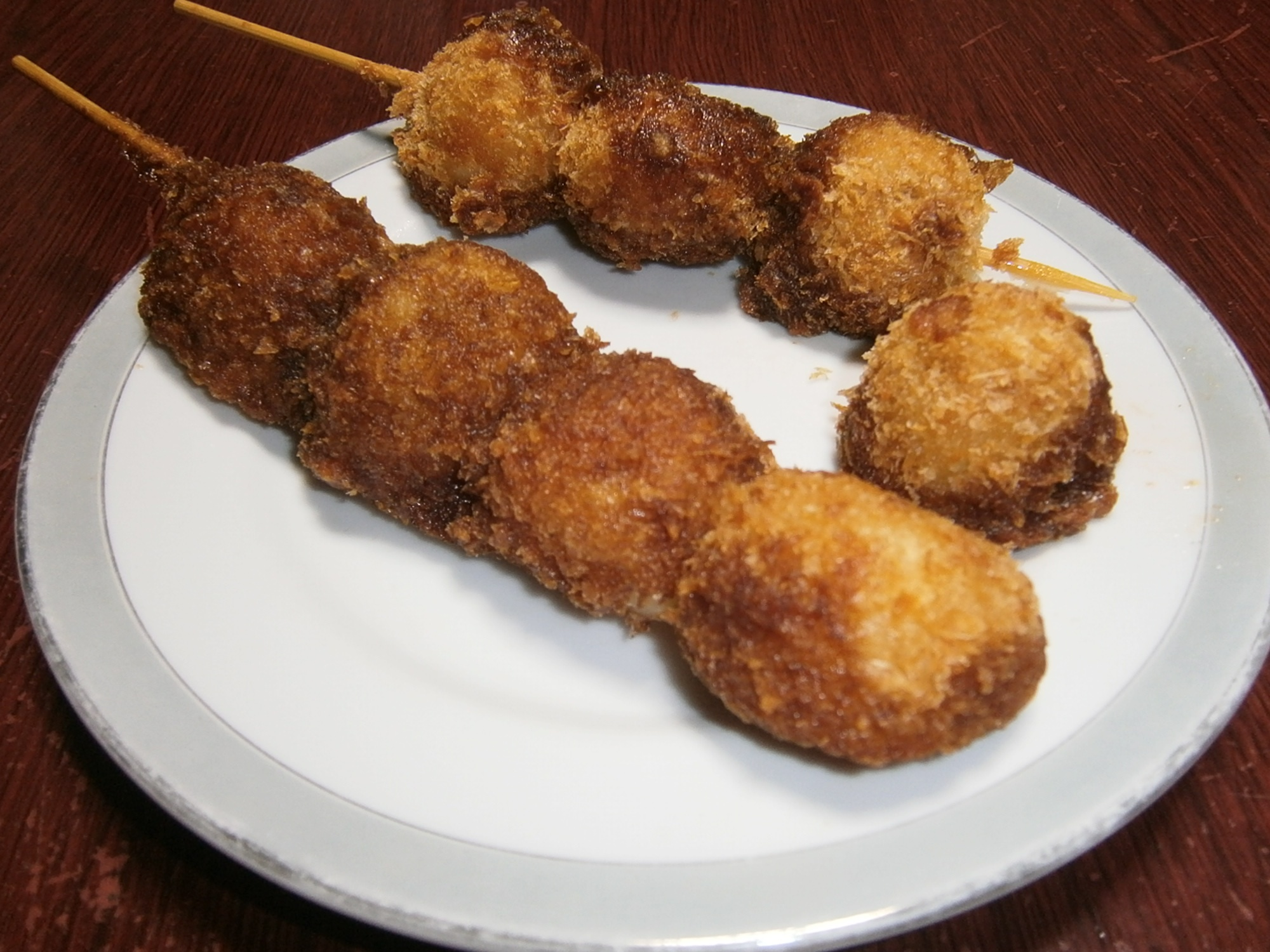
いもフライ

いもフライあるいはイモフライとは、蒸かしたジャガイモを一口大に切り、小麦粉とパン粉などで作った衣につけ、フライにした日本料理である。特に栃木県佐野市においてご当地B級グルメとして定着しており、ソウルフードとなっている。

## 概要
あらかじめ蒸かしたジャガイモを串に刺してから揚げるのが一般的で、地元産のソース（後述）を使用するなどの特徴がある。揚げたてだけでなく、冷めてからも食べられる。
第二次世界大戦後、行商人が栃木県佐野市内でリヤカーの屋台を曳いて販売したのが始まりとされる。その後、隣接する栃木県足利市や群馬県に売り歩き、県外に広まったと言われている。佐野市「いもフライの会」によると、市内には約20軒の専門店を含めて50軒ほどが販売しており、県外から訪れる購入客もいる。いもフライマップを作成するなど地域おこしに活用する動きもある。ただし、いもフライは佐野市だけの郷土料理ではなく、周辺地域でも広く食べられている。佐野市を含む両毛地域以外ではポテトフライあるいはポテトと呼ばれ、惣菜店や精肉店で販売されている。

## 特徴

### 衣

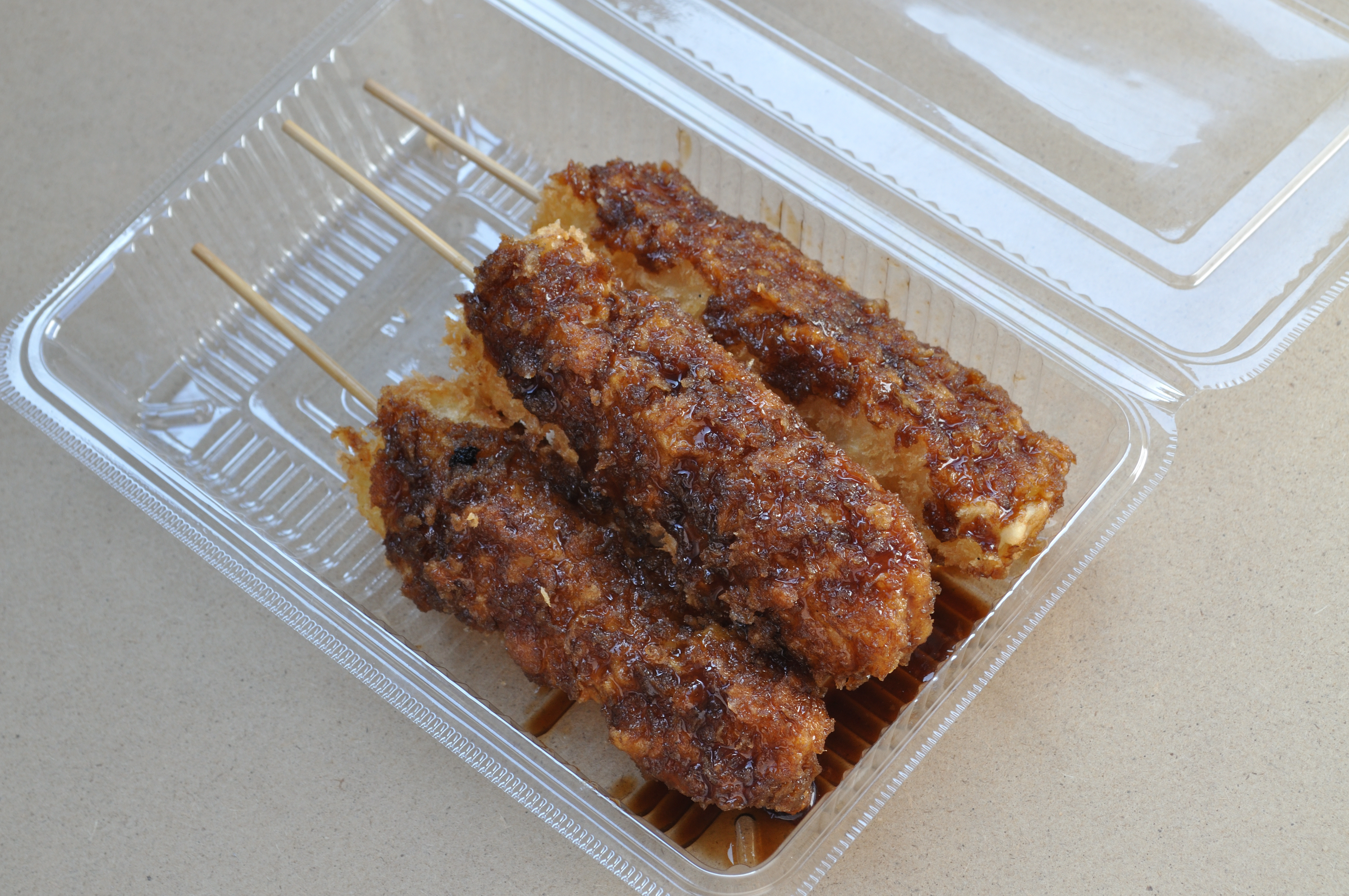
佐野市のいもフライ

佐野市のものは独特である。小麦粉を溶いたお好み焼きのような生地（溶き卵や長芋を加える店もある）に少量のパン粉をまぶし、モチモチとした重厚な食べ応えを重視したものが主流である。
その他の地域ではカツレツに近いものが多い。

### ソース
両毛地域においては月星ソース（足利市の月星食品）、マドロスソース（佐野市の半久食品工業）、ミツハソース（佐野市の早川食品）など地元産が使用され、店によってはそれらをブレンドしているようである。

### 販売形態
戦後まもなくから、佐野を含む両毛地域において盛んな産業であった絹織物工場の女工を相手に、行商人が安価なジャガイモを食べやすく加工してリヤカーを引いて売り歩いたものが広まった。しかし、このリヤカーを引いて売り歩く姿は1980年代以降は見られなくなった。現在では、小店舗で焼きそばなどと併売されるケースが多い。他に八百屋、精肉店、駄菓子屋、スーパーマーケットの惣菜売り場などでも扱われており、祭の露店でも見かける。
佐野市においては、いもフライを扱う店が50軒ほどと非常に多く、専門店もある。足利市やその他両毛地域では、サイドメニューとしての位置付けである店が大半で、この違いが佐野市とそれ以外の両毛地域での普及度合いにも表れている。今はなき足利競馬場の食堂で売られていたこともある。
足利市においては、ポテト入りやきそばと併売されるケースが多い。焼きそばにいもフライのジャガイモを混ぜたのがポテト入りやきそばの起源とする説もあるが、大根めしのように戦後食糧難の時期に量を補う目的で混ぜられたとする説もある。このポテト入りやきそばは、佐野市ではほとんど見られない。
栃木市には、じゃがいも入りやきそばあるいはいも入りやきそばと称して販売する店が数十店舗存在する。
販売価格は1本60円～80円程度である。
2022年8月には、ミニストップ全国2000店にていもフライが販売された。